# Etzelwerk
Etzelwerk är ett vattenkraftverk i Schweiz. Det ligger i distriktet Bezirk March och kantonen Schwyz, i den centrala delen av landet. Etzelwerk ligger 425 meter över havet och väster om Altendorf.
Vattnet rinner underjordisk från Sihlsee till Zürichsjön.